# Makio Akiyama
Makio Akiyama (japanska: 秋山 万喜夫?, Akiyama Makio), född 1950, är en japansk astronom.
Han är verksam vid Susono-observatoriet i Susono. Minor Planet Center listar honom som M. Akiyama och som upptäckare av 16 asteroider.
Asteroiden 4904 Makio är uppkallad efter honom.

## Asteroider upptäckta av Makio Akiyama
| 5333 Kanaya [A]         | 18 oktober 1990  |
| 5334 Mishima [A]        | 8 februari 1991  |
| 5743 Kato [A]           | 19 oktober 1990  |
| 6251 Setsuko [A]        | 25 februari 1992 |
| 6419 Susono [A]         | 7 december 1993  |
| 6792 Akiyamatakashi [A] | 30 november 1991 |
| 6961 Ashitaka [A]       | 26 maj 1989      |
| 7472 Kumakiri [A]       | 13 februari 1992 |
| 8273 Apatheia [A]       | 29 november 1989 |

| 9033 Kawane [A]                              | 4 januari 1990  |
| 28004 Terakawa                               | 2 december 1997 |
| 29624 Sugiyama                               | 2 oktober 1998  |
| 35441 Kyoko                                  | 31 januari 1998 |
| 40994 Tekaridake                             | 20 oktober 1999 |
| 53157 Akaishidake                            | 5 februari 1999 |
| 55873 Shiomidake                             | 26 oktober 1997 |
| Upptäckt tillsammans med: A Toshimasa Furuta |                 |